# تطبع أيضي
التطبع الأيضي يشير إلى التخطيط والبرمجة التخلقية المتوالية للأيض خلال الفترة السابقة للولادة والفترة الوليدية.
أظهرت الدراسات على البشر والحيوانات أن الأحداث خلال عملية الحمل والمراحل المبكرة التالية للولادة قد تكون لها نتائج وتأثيرات طويلة الأمد على الصحة. يرتبط نقص التغذية الجنيني بزيادة مخاطر الإصابة بأمراض القلب، والسمنة، السكري النوع الثاني وارتفاع ضغط الدم من بين الأمراض الأخرى.